# Матерада Мај
Матерада Мај (итал. Matterada) је до 2001 је било насељено место у унутрашњости Истарске жупаније у Републици Хрватској. Административно је било у саставу Града Пореча.
Као посебно насеље исказује се до 1948. а од 2001. је припојено насељу Пореч.

## Становништво
Према задњем попису становништва из 2001. године у насељу Матерада Мај није било становника.
Кретање броја становника по пописима 1857—2001.
| Националност   | 1857. | 1869. | 1880. | 1890. | 1900. | 1910. | 1921. | 1931. | 1948. | 1953. | 1961. | 1971. | 1981. | 1991. | 2001. |
| бр. становника | 0     | 0     | 0     | 0     | 0     | 0     | 0     | 0     | 47    | 42    | 38    | 48    | 95    | 96    | 0     |

Напомена:Исказује се као насеље од 1948. У 2001. припојено насељу Пореч. 